# Lavasjö

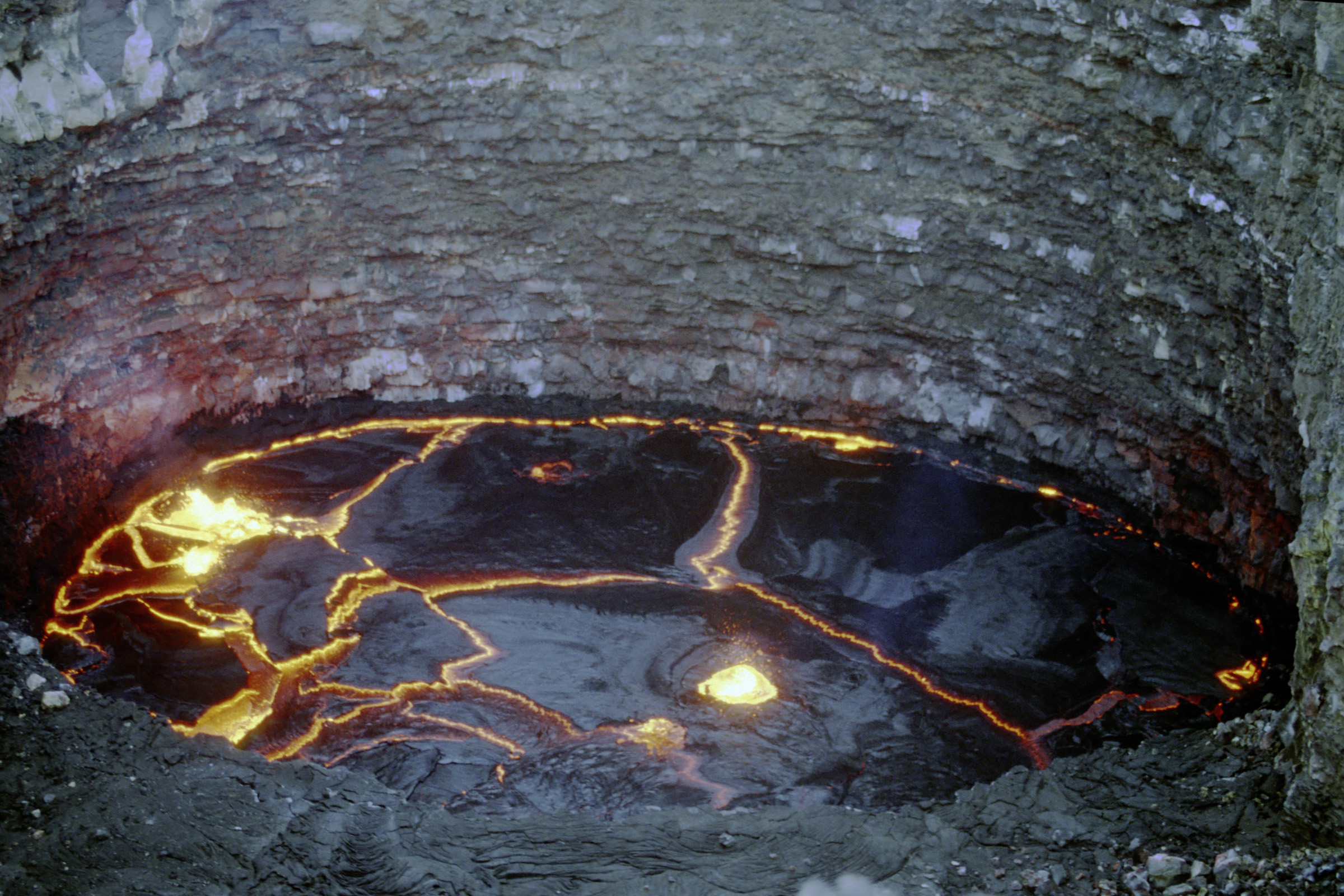
Lavasjö, Erta Ale.

En lavasjö är en ansamling av ständigt flytande lava i en vulkankrater. Lavasjöar finns i aktiva vulkaner.

## Beteende
Lavasjöar förekommer i olika vulkaniska system. Exempel på olika typer är den basaltiska sjön Erta Ale i Etiopien, den basaltiska andesita vulkanen Villarrica i Chile och den unika fonolita lavasjön Mt. Erebus i Antarktis. Lavasjöar kan ha olika beteenden, vilka beror på de kombinerade effekterna av tryck inom reservoar, smältning och minskning av gasbubblor inom kanalen och möjligtvis smältning av bubblor inom magmareservoaren. Även effekterna av bubblor som stiger i vätska och sammansmältning av bubblor inom kanalen. Samspelet mellan dessa effekter kan skapa antingen en ständig omcirkulerande sjö eller ett sjö-level som periodvis reser sig och sedan faller.

## Formation
Lavasjöar kan bildas på tre olika sätt. Antingen genom sprickor i en krater som driver ut så mycket lava att en sjö bildas. De kan också bildas när lava rinner ut i breda fördjupningar i marken och fyller dessa. Ett tredje sätt för lavasjöar att bildas är ovanpå de sprickor i marken som kontinuerligt driver ut lava och som sakta under flera veckors tid bildar en allt högre krater.

## Nutida permanenta lavasjöar
Långvariga lavasjöar är extremt sällsynta, eftersom de kräver aktiva vulkaner, vars utbrott producerar tillräckligt med aktiv lava. För närvarande, finns det endast fem lavasjöar i världen.
- Erta Ale, Etiopien
- Mount Erebus, Antarktis
- Kīlauea, Hawaii
- Nyiragongo, Kongo-Kinshasa
- Marum, Vanuatu

Erta Ale (Ertale eller Irta’ale) är en ständigt aktiv basaltisk sköldvulkan i Afar-regionen av nordöstra Etiopien. Den är belägen i Afarsänkan, som också kallas Danakil, en stenöken som sträcker sig till gränsen mot Eritrea. Erta Ale är den mest aktiva vulkanen i Etiopien. Erta Ale är 613 meter hög, med en eller ibland två aktiva lavasjöar på bergstoppen som ibland svämmar över på den södra sidan av vulkanen. Den är anmärkningsvärd för att bevara den längst existerande lavasjön, närvarande sedan början på 1900-talet (1906). Vulkaner med lavasjöar är väldigt sällsynta: det finns bara sex i världen.
Sköldvulkanen Kilauea har två ihållande lavasjöar. En i vulkanen Halemaumau inom fjälltoppskratern, och en som utlöses i kratern Pu’u’O’cóne som är belägen i den östra delen av vulkanen.